# تاتول كربييان

## حياة وعمل
كان تاتول كربييان قائد الجيش الأرمني في منطقة جيطاشين-مارطوناشين في خانلار طول حرب قرة باغ من سبتمبر إلى مايو سنة 1991.
ولد تاتول في 21 من أبريل (نيسان) سنة 1965 في ريف أريج بمنطقة تالين (أرمينيا). تلقّى العلوم الابتدائية الثانوية في المدرسة الفنّية بتالين، التي تخرّج بتفوّق.
بعد أن خدم خدمة عسكرية في الجيش السوفيتي، دخل كلّية التاريخ بجامعة إريفان الحكومية. في الصفّ الأول للجامعة انضمّ إلى الحركة التخليص الأرمنية، كما أنّ كان تاتول عضو المنظّمة «مياتسوم» (الربط) التي كانت تتّجه إلى إعادة الاتّحاد قرة باغ مع أرمينيا.
في سبتمبر سنة 1990 سافر تاتول إلى قرة باغ وما دامت تتسوّأ الحالة فيها. ومن سبتمبر سنة 1990 إلى مايو 1991 حقّق دفاع منطقة جيطاشين الذاتي ضدّ القوّات المسلّحة والتجميع البوليسي الأذربيجاني.
مات تاتول بموت جسور في 30 من أبريل (نيسان) سنة 1991 طول عملية «وغاك» (الطوق).
في 20 من سبتمبر سنة 1996 اُستُحِقَ تاتول كربييان لقب «بطل جمهورية أرمينيا شعبي» العالي.
دُفِنَ في ريف أريج، الذي سمّي باسم البطل «تاتول». نُصِبَ تمثال تاتول كربييان في الريف (مهندس معماري طارييل هاكوبيان). 	

## عملية «وغاك» (الطوق)
في ربيع سنة 1991 كانت مناطق قرة باغ الشمالية مركز عمليات حرب الأنصار. لكنّ نجح المحاربون الأرمنيون أن تسرّبوا إلى المناطق الأرمنية. سافر تاتول مع أصدقائه إلى جيطاشين ومارطوناشين.
في 10 من أبريل (نيسان) سنة 1991 اتّخذ الأحكام قرارة عن بداية العمليات الحربية ضدّ الريفين.
أعاد مركز حقوق الإنسان «ميموريال»، الذي تكوّن في موسكو أحداث تلك الأيام.
في 30 من أبريل (نيسان) سنة 1991 هجم الجيش الربيع (بعد قليل فصيلة الميليشيا للتعيين الخاصّ) على جيطاشين التي قريب من شاهوميان. وهجم الجيش الربيع على البيوت ونهب وسلبها. كما أنّ هُجِمَ السكان. سنّ أغلب الأموات من 18 إلى 19.
ذكريات من أحد المعاصرين " أذكر تاتول جيّدا. كأنّه فدائي من ساسون: عريض الكتفين، متجعّد الشعرات، بلحية كثيفة. كان يعلّم في مدرستين في قرة باغ إلى جانب قيادة الفصيلة المسلّحة. كانت مهمّته أكثر من محاربة.

## إسار ماشكوف وموت
من ذكريات ج. جيورجيان "قرّر تاتول مع هراتش أن يسير إلى الأمام. بينما كان يمسك ماشكوف تحت السلاح ليعتقد أنّ الجيوش يتركون الريف. أمر تاتول أرتور بصرامة أن ات يطارده. لكنّ ما امتثل أرتور أمر تاتول لأنّه أراد أن يدافع قائده في حالة الخطر. وكان ماشكوف يأمر في كلّ مكان جيوشه أن لا تطلق.
و في طريق قابل جيوش ودبّابات فصيلة الميليشيا للتعيين الخاصّ. وهنا نجح ماشكوف أن استلقي إلى الوراء جاعل تاتول غير محصّن.
قُتِلَ تاتول، أرتور وهراتش، الذان حاولا أن يؤنفذا تاتول.

## موت ادراكي خلود!
كان تاتول يكرّر أنّ سأُكْتُسِحَ جيطاشين عبْر جثّته. لمّ كان تاتول في إريفان مرّة أخيرة قال طول الحديث مع «نوراير موشيغيان» أنا أعرف أنّ لن آتي إلى إريفان، سأُحْضَرُني.

## صورة تاتول كربييان في الفنّ
مكرّسة لتاتول كربييان الرواية «أستواتياباشط يركير»(بلد الذي يعبر نسرا) (المؤلّف رافاييل ساهاكيان)، الفلم «كاروتيتس خيلار» (جنوني من الاشتياق)، كما أنّ الأغنيتان «ليران لانجين»(على حدور الجبل) (المؤلّف نيرسيك إسبيريان) و«مايراموط إجاف»(حلّ الغروب) (المؤلّف أشوغ جيورج).

## وصلات داخلية
«ليران لانجين»(على حدور الجبل)
«مايراموط إجاف»(حلّ الغروف)

## وصلات خارجية
تاتول كربييان-تاريخ الحياة القصير باللغة الروسيا
تاتول كربييان-تاريخ الحياة القصير باللغة الروسية في موقع البرنامج «مينك هاي ينك»(نحن أرمن
تاتول كربييان-تاريخ الحياة القصير باللغة الإنجليزية نسخة محفوظة 21 مايو 2011 على موقع واي باك مشين.
تاتول كربييان-تاريخ الحياة القصير باللغة الإنجليزية في موقع البرنامج «مينك هاي ينك»(نحن أرمن)
«كاروتيتس خيلار»(جنوني من الاشتياق)- الجزء الأول على يوتيوب...الثاني على يوتيوب...الثالث على يوتيوب...كاملا
تحقيق عن تاتول على يوتيوب
مكرّس للخامسة والأربعين من عمر تاتول كربييان على يوتيوب
مكرّس للخامسة والأربعين من عمر تاتول كربييان- تحقيق قناة "إركير ميديا" على يوتيوب
الأغنية "مايراموط إجاف"(حلّ الغروف) مكرّسة لتاتول كربييان في يوتيوب على يوتيوب
الأغنية "مايراموط إجاف"(حلّ الغروف) مكرّسة لتاتول كربييان (يغنّي ساهاك ساهاكيان) على يوتيوب
الأغنية "ليران لانجين"(على حدور الجبل) مكرّس لتاتول كربييان وسيمون أتشيكجيوزيان في يوتيوب على يوتيوب
الأغنية "مايراموط إجاف"(حلّ الغروف) مكرّسة لتاتول كربييان في يوتيوب على يوتيوب
الأغنية «مايراموط إجاف»(حلّ الغروف) مكرّسة لتاتول كربييان
الأغنية «مايراموط إجاف»(حلّ الغروف) مكرّسة لتاتول كربييان